# Glory Alozie
Glory Alozie Oluchi (née le 30 décembre 1977) est une athlète nigériane puis espagnole, pratiquant le 100 m haies. Elle est citoyenne espagnole depuis le 6 juillet 2001.

## Biographie

### Palmarès
| Date                       | Compétition                    | Lieu         | Résultat | Épreuve     | Temps   |
| -------------------------- | ------------------------------ | ------------ | -------- | ----------- | ------- |
| Concourant pour le Nigeria |                                |              |          |             |         |
| 1996                       | Championnats d'Afrique         | Yaoundé      | 1re      | 100 m haies | 13 s 62 |
| 1996                       | Championnats du monde juniors  | Sydney       | 2e       | 100 m haies | 13 s 30 |
| 1998                       | Championnats d'Afrique         | Dakar        | 1re      | 100 m haies | 12 s 77 |
| 1998                       | Coupe du monde des nations     | Johannesburg | 1re      | 100 m haies | 12 s 58 |
| 1999                       | Championnats du monde en salle | Maebashi     | 2e       | 60 m haies  | 7 s 87  |
| 1999                       | Championnats du monde          | Séville      | 2e       | 100 m haies | 12 s 44 |
| 2000                       | Championnats d'Afrique         | Dakar        | 1re      | 100 m haies | 13 s 09 |
| 2000                       | Jeux olympiques                | Sydney       | 2e       | 100 m haies | 12 s 68 |
| 2000                       | Jeux olympiques                | Sydney       | 7e       | 4 × 100 m   | 44 s 05 |
| 2001                       | Goodwill Games                 | Brisbane     | 1re      | 4 × 100 m   | 42 s 95 |
| Concourant pour l' Espagne |                                |              |          |             |         |
| 2002                       | Championnats d'Europe en salle | Vienne       | DSQ      | 60 m haies  | 7 s 84  |
| 2002                       | Championnats d'Europe          | Munich       | 4e       | 100 m       | 11 s 32 |
| 2002                       | Championnats d'Europe          | Munich       | 1re      | 100 m haies | 12 s 73 |
| 2002                       | Coupe du monde des nations     | Madrid       | 5e       | 100 m       | 11 s 28 |
| 2002                       | Coupe du monde des nations     | Madrid       | 3e       | 100 m haies | 12 s 95 |
| 2003                       | Championnats du monde en salle | Birmingham   | 2e       | 60 m haies  | 7 s 90  |
| 2003                       | Championnats du monde          | Paris        | 4e       | 100 m haies | 12 s 75 |
| 2005                       | Championnats d'Europe en salle | Madrid       | 4e       | 60 m haies  | 8 s 00  |
| 2005                       | Jeux méditerranéens            | Almería      | 1re      | 100 m haies | 12 s 90 |
| 2005                       | Jeux méditerranéens            | Almería      | 2e       | 4 × 100 m   | 44 s 47 |
| 2006                       | Championnats du monde en salle | Moscou       | 2e       | 60 m haies  | 7 s 86  |
| 2006                       | Championnats d'Europe          | Göteborg     | 4e       | 100 m haies | 12 s 86 |

### Records
| Épreuve                    | Performance | Lieu                     | Date                                  |
| -------------------------- | ----------- | ------------------------ | ------------------------------------- |
| 100 mètres                 | 10 s 90     | La Laguna                | 5 juin 1999                           |
| 60 mètres haies (en salle) | 7 s 82      | Madrid                   | 16 février 1999                       |
| 100 mètres haies           | 12 s 44     | Monaco Bruxelles Séville | 8 août 1998 28 août 1998 28 août 1999 |